# Густав Цвейбрюккенский
Густав Самуил Леопольд Цвейбрюккенский (нем. Gustav Samuel Leopold von Pfalz-Zweibrücken-Kleeburg, швед. Gustav av Pfalz-Zweibrücken; 12 апреля 1670, Замок Стегеборг, Эстергётланд — 17 сентября 1731, Цвайбрюккен) — 5-й пфальцграф Пфальц-Клебургский с 1701 года, 15-й герцог Пфальц-Цвейбрюккенский с 1718 года.
Последний мужской представитель Пфальц-Клебургской линии династии Виттельсбахов.

## Биография
Густав Самуэль Леопольд родился в замке Стегеборг возле Сёдерчёпинга в 1670 году. Младший сын Адольфа Иоганна I (1629—1689), пфальцграфа Пфальц-Клебургского (с 1654), и графини Эльзы Элизабет Браге (1632—1689).
Родители плохо обращались со своими детьми. В 1687 году Густав помогал своим старшим сестрам Екатерине и Марии бежать из родительского дома под защиту шведского королевского суда, вызвал скандал в Швеции.
27 апреля 1701 года после смерти своего бездетного старшего брата Адольфа Иоганна II (1666—1701), пфальцграфа Пфальц-Клебургского (с 1689), Густав Самуэль Леопольд унаследовал титул пфальцграфа Клебургского.
В 1718 году после смерти своего двоюродного брата, короля Швеции Карла XII, Густав Самуэль Леопольд стал герцогом Пфальц-Цвейбрюккенским, являясь одновременно одним из кандидатов на шведский королевский престол.
С 1720 по 1725 год он перенес свою резиденцию во дворец, построенный шведским архитектором Йонасом Эриксоном Сундалем.
17 сентября 1731 года Густав Самуэль Леопольд скончался в Цвайбрюккене. Он был похоронен в церкви Святого Александра в Цвайбрюккене.
После смерти пфальцграфство Пфальц-Клебург и герцогство Пфальц-Цвейбрюккен унаследовал Христиан III (1674—1735), граф Спонхейм и представитель рода Пфальц-Биркенфельд-Бишвейлер.
Густав претендовал на должность великого магистра ордена Константина. В 1697 (1699) году пармский герцог Франческо I Фарнезе купил у человека, выдававшего себя за последнего отпрыска рода Комнинов, потомственное право называться великим магистром Константиновского ордена Святого Георгия. Густав Пфальц-Цвейбрюккенский не смог добиться должности великого магистра. Папа римский в 1701 году объявил эту должность наследственной в доме Фарнезе и его боковой линии — герцогов де Кастро. В дальнейшем герцог Фарнезе передал должность великого магистра Ордена Константина будущему королю Испании Карлу III.
В Швеции после смерти своего кузена Карла XII в 1718 году Густав Самуэль Леопольд Пфальц-Клебургский мог претендовать на вакантный королевский престол. Но ни одна из фракций в Швеции не стала поддерживать кандидатуру Густава. Новой королевой Швеции была избрана его двоюродная сестра Ульрика Элеонора (1718—1720).
После смерти Густава, герцога Стегеборга, его шведские владения унаследовали племянник Карл Адольф Гилленстерна, граф Эриксберг, его сестра Мария Елизавета Пфальц-Клебургская и двоюродный брат Карл Фридрих, герцог Гольштейн-Готторпский.

## Брак
10 июля 1707 года Густав женился первым браком на Доротее Пфальц-Фельденц (16 января 1658 — 17 августа 1723), дочери Леопольда Людвига (1625—1694), пфальцграфа Пфальц-Фельденца (1634—1694). Брак был бездетным. Развелся с первой женой за несколько месяцев до её смерти.
13 мая 1723 года он вторично женился на Луизе Доротее фон Хоффман (30 марта 1700 — 14 апреля 1745), дочери графа Иоганна Генри фон Хоффмана. Второй брак также был бездетным.